# 迈克尔·宾厄姆
迈克尔·宾厄姆（英語：Michael Bingham，1986年4月13日—），英国男子田径运动员，主攻短跑。他曾代表英国参加2008年夏季奥林匹克运动会田径比赛，获得男子4×400米接力铜牌。